# Chevelle
Chevelle er et amerikansk alternativ metal-band dannet i 1995.
Gruppen består af de to brødre Pete Loeffler (guitar, vokal) og Sam Loeffler (trommer), samt deres svoger Dean Bernardini (bas, kor). Tidligere spillede den tredje bror, Joe Loeffler (bas), med, indtil han i 2005 forlod bandet.

## Diskografi
- Point #1 (1999)
- Wonder What's Next (2002)
- This Type of Thinking (Could Do Us In) (2004)
- Vena Sera (2007)
- Sci-Fi Crimes (2009)
- Hats Off to the Bull (2011)
- La Gárgola (2014)
- The North Corridor (2016)